# ヤシュナ
ヤシュナ(Yaxuna)はメキシコ・ユカタン州ヤスカバーに所在するマヤ文明の遺跡である。
先古典期中期から後古典期までの長くに渡り繁栄した。先古典期後期より3つで1組を成す建造物が作られるようになり、
北から南に伸びる道で繋がっていた。古典期前期には大きなピラミッドが作り直され、王族の墓も建てられた。
古典期後期にはコバーとの間に100kmにも及ぶサクベと呼ばれる道がひかれた。
この頃には西から東への道も作られるようになる。
後古典期にはチチェン・イツァと争い、やがて衰えていった。